# Dir (clan)
Dir is de naam van een Somalische clan waarvan de leden vooral wonen in het noordoostelijk deel van Somalië (in het niet erkende Somaliland), rond en ten noordoosten van de Ethiopische stad Dire Dawa en het zuiden van Djibouti).
De belangrijkste subclans van de Dir zijn de Gadabuursi, Suure (Cabdalle) en Qubeys, (Akisho), Biyomaal, Gurgure, Gadsan, en Issa, Isaaq.